# Idioma occitano
El occitano o lengua de oc (occitan o lenga d'òc) es una lengua romance de Europa. Es hablada por unas dos millones de personas, mientras que hasta 12 millones tienen cierta competencia en el idioma, casi todas ellas en el sur de la actual Francia —al sur del río Loira—, así como en Italia —en los Valles Occitanos— y en España —en el Valle de Arán en el Pirineo leridano—. El Estatuto de Autonomía de Cataluña de 2006 estableció la oficialidad de la lengua occitana en toda Cataluña, y fue ratificada mediante la ley aprobada en el Parlamento de Cataluña en 2010, por la que el occitano, en su variante aranesa, se declaró lengua cooficial en Cataluña, aunque de uso preferente en el Valle de Arán.

## Aspectos históricos, sociales y culturales

### Hablantes

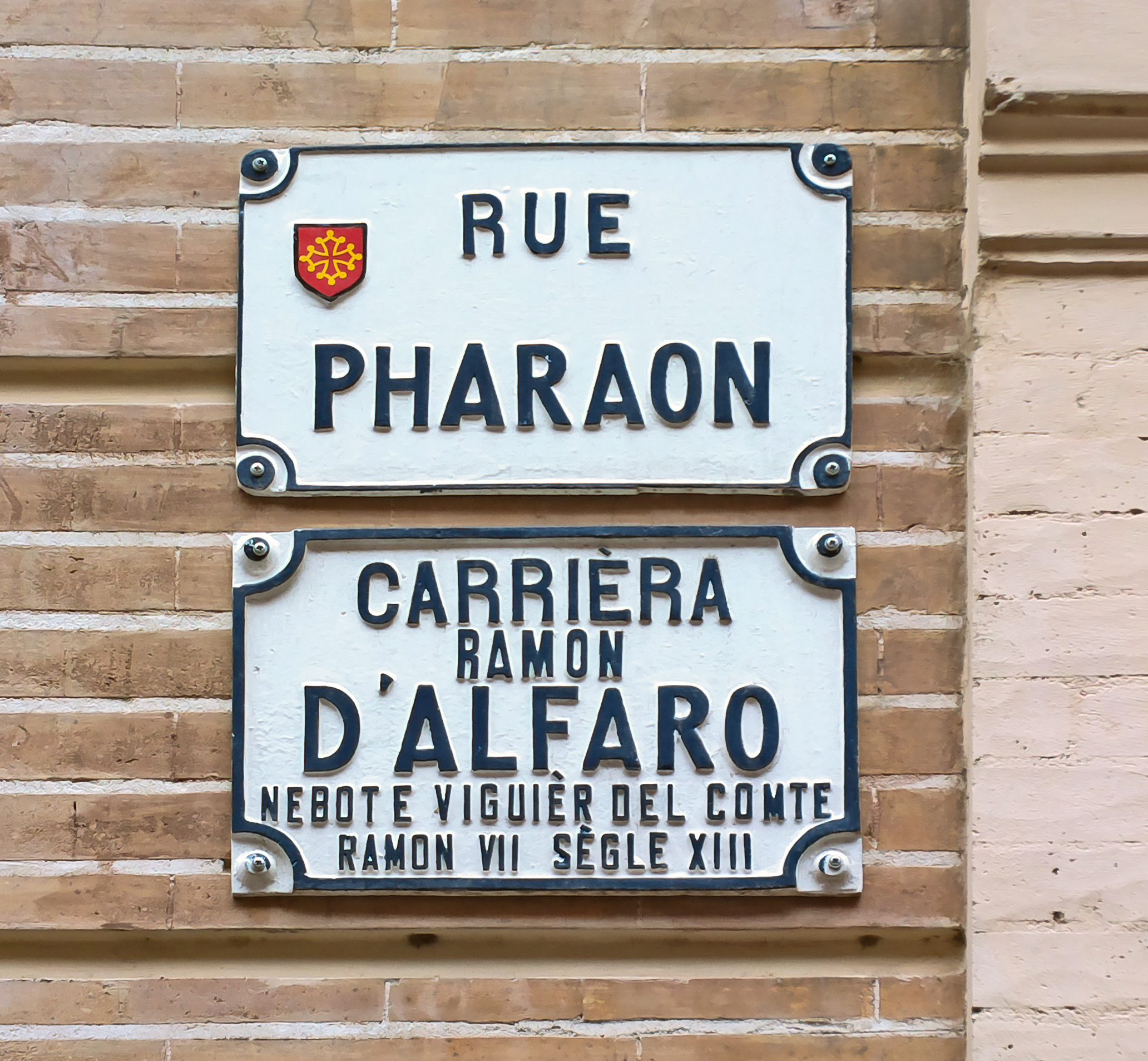
Señalización bilingüe en Toulouse

Hacia 2001 se tenía constancia de que 1 939 000 personas —casi todas ellas en el Mediodía francés, ver mapas— hablaban usualmente alguno de los dialectos del idioma occitano, habiendo actualmente en total unas ocho millones de personas con cierta competencia lingüística en el idioma aunque no lo tienen por idioma principal, mientras que siete millones de personas lo entienden pero no lo hablan.[cita requerida]
Según la Universidad de Burdeos[cita requerida] hoy en día en todo el territorio de habla occitana solo superan el 50 % de hablantes las montañas del Bearne y el Aude y, sobre todo, el casco antiguo de Niza y el Valle de Arán. Estas cuatro zonas son, además, las únicas donde todavía queda un número apreciable de hablantes jóvenes. Según el Atlas Interactivo UNESCO de las Lenguas en Peligro en el Mundo es una lengua considerada en peligro de extinción.

### Nombre de la lengua

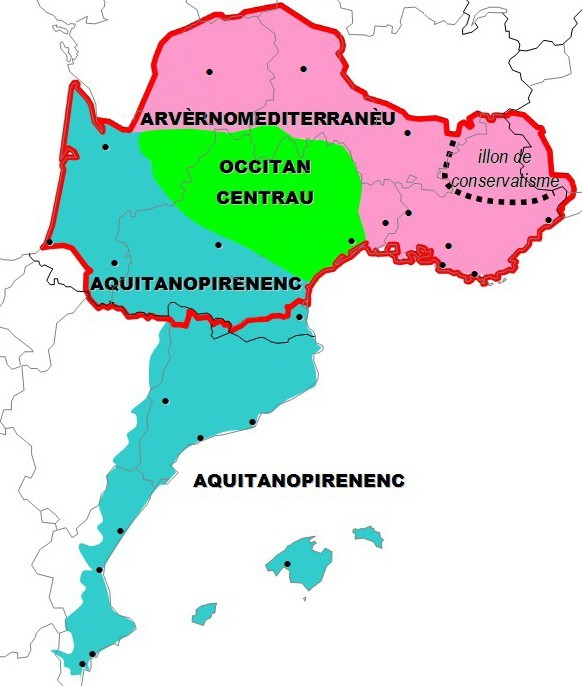
Clasificación supradialectal del occitano según Pierre Bec

El nombre del idioma viene de la palabra òc, que en occitano significa «sí», en contraste con el francés del norte o lenguas de oïl (pronunciado oí, ancestro del francés moderno oui ). En catalán medieval, y todavía hoy en la variedad catalana septentrional, la partícula afirmativa también era hoc (òc). La palabra òc proviene del Latín vulgar hoc «esto», en tanto que oïl se derivó del latín hoc ille «esto es». La palabra «occitano» se desprende del nombre de la región histórica de Occitania, que significa «el país donde se habla la lengua de oc». Entre las características diacrónicas del occitano como lengua romance se hallan:
- A diferencia del francés, se conserva la a acentuada del latín (latín mare > oc. mar, pero > fr. mer.)
- Como el francés, se trueca la u latina por [y] y se desplaza la serie de vocales posteriores (u>y, o>u, O>o).
- El gascón cambió inicialmente la f latina inicial por [h] aspirada (latín filiu > gascón hilh), como en el castellano medieval.
- Otros fenómenos de lenición y palatalización que comparte con otras lenguas romances occidentales, particularmente con el catalán.

El uso actual del término occitano puede parecer algo confuso. Algunos autores consideran que el occitano es una familia de idiomas en los que figuran:
1. el auvernense (auvernhat o alvernhat)
2. el limosín (lemosin)
3. el vivaroalpino (vivaroaupenc) o provenzal alpino o delfinés (dauphinat )
4. el gascón (del cual el aranés, el bigorrés y el bearnés son variedades)
5. el languedociano (lengadocian)
6. el provenzal (provençau)
7. el shuadit o judeoprovenzal (considerado extinto desde 1977)

### Sobre la unidad o diversidad del occitano

El occitano en el Mediodía francés durante el puede observarse en tonos rojos y rosas; en tonos azules el conjunto de lenguas afines al occitano llamado arpitano.

Mapa de las variedades occitanas habladas en Occitania (los nombres aclaratorios no están en occitano sino en francés)

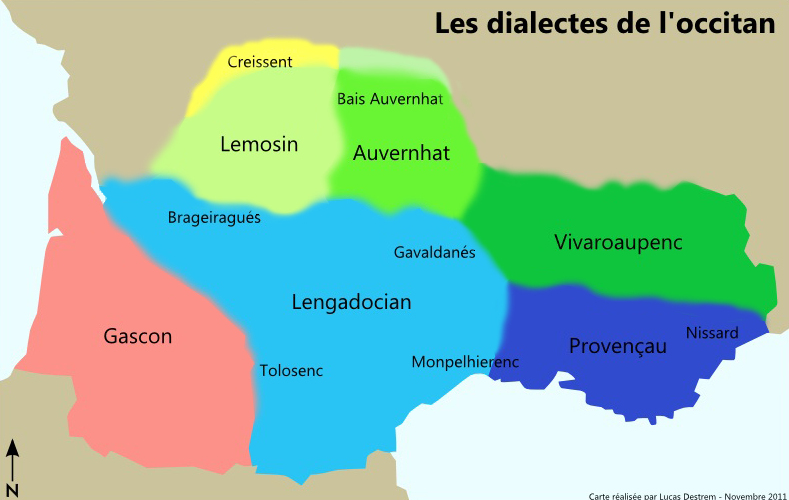
Los principales dialectos y subdialectos actuales del occitano: La gama azul indica al conjunto de dialectos occitanos meridionales (provenzal), la verde y amarilla al conjunto del occitano septentrional, la rosa al occitano occidental o gascón.

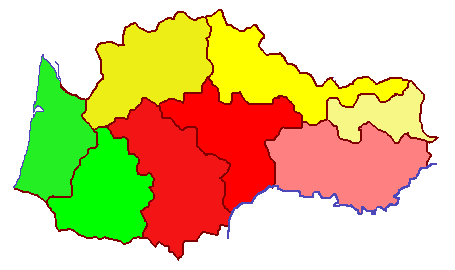
Variación dialectométrica del dominio del occitano según Hans Goebl

Todos estos son tomados por ciertos autores como idiomas independientes. Pero muchos lingüistas y casi todos los escritores occitanos están en desacuerdo[cita requerida] con la óptica de que el occitano sea una familia de idiomas y piensan que el limosín, el auvernense, el gascón, el languedociano y el provenzal, así como el provenzal alpino, son dialectos de un solo idioma. A pesar de las diferencias entre estos idiomas o dialectos, la mayoría de los hablantes de uno pueden entender el uso de los otros. Por otro lado, la lengua catalana fue considerada también parte integrante de la lengua occitana (antiguamente denominada provenzal o lemosín) hasta finales del siglo XIX. Aunque existen diferencias entre el catalán y el resto de variedades de occitano (también existen diferencias entre las variedades occitanas), el motivo principal de su segregación responde al contexto sociopolítico del momento. En el inicio del siglo XX el catalán y el occitano tomarán caminos divergentes, una elaboración distinta con variedades estándar y grafías distintas. A pesar de ello, la lingüística occitana ha seguido muy de cerca el proceso de estandarización del catalán, más normalizado y con mayor implantación que el occitano estándar, y las diferencias entre el catalán y el occitano modernos siguen siendo poco considerables, teniendo en cuenta el contexto de las lenguas románicas. Por ello, existen corrientes minoritarias entre la lingüística occitana y catalana que aún consideran las dos lenguas como elaboraciones distintas de una misma lengua.
En Francia se llama occitano a todos los dialectos hablados, en tanto que se denomina provenzal a los dialectos que se hablan en el sureste, con el río Ródano (llamado Ròse en occitano) como frontera semiprecisa y con la notable excepción de Nîmes. El término provenzal se usa también en español, pero según la clasificación lingüística, el provenzal es solo uno de los dialectos agrupados bajo el marbete de occitano, la variante de la región de Provenza, el dialecto literario empleado por Frédéric Mistral y la sociedad literaria Félibrige.
La ciencia lingüística contradice la creencia popular de que el provenzal y el occitano son dos idiomas distintos, creencia que podría datar del propio Frédéric Mistral. A pesar de que Mistral era republicano, el objetivo de la Félibrige era la promoción del resurgimiento del provenzal, pretensión muy contraria al ideal republicano de reforzar la unidad de Francia imponiendo el uso del idioma francés. Con el aserto de que el provenzal y el occitano eran dos lenguas se pretendió probablemente evitar que se integrara al Félibrige gente del suroeste de Francia, pues esta región era (y siguió siendo durante mucho tiempo) de fuerte apoyo para el ala izquierda de los republicanos.
El occitano fue el vehículo de la primera poesía vernácula de la Europa medieval, la de los trovadores (en contraposición con los troveros de lengua de oíl, desde el siglo XI). Fue también lengua administrativa, alternativa al latín, en la Edad Media. Con la imposición gradual del poder real francés en el territorio del occitano, este idioma perdió prestigio a partir del siglo XIV. La ordenanza de Villers-Cotterêts, firmada por el rey Francisco I de Francia en 1539, contribuyó a establecer la supremacía del francés al imponer su uso en los actos administrativos y jurídicos, en detrimento del latín o de otras lenguas. Al igual que para las otras lenguas habladas en territorio francés, la gran caída del occitano ocurrió durante la Revolución francesa, que impuso el francés como única lengua nacional, a fin de consolidar la unidad del país.
Aunque seguía siendo la lengua cotidiana de la mayoría la población rural del sur hasta muy entrado el siglo XX, había sido suplantado en la mayoría de los usos formales por el francés. Actualmente sigue habiendo varios millones de hablantes nativos de occitano, aunque la mayoría pertenece a las generaciones de mayor edad. El activismo étnico, particularmente los institutos de formación preescolar en occitano, las «calandretas», han reintroducido el idioma a los jóvenes.
Uno de los pasajes en occitano más notables de la literatura occidental se encuentra en el canto XXVI del Purgatorio de La Divina Comedia de Dante Alighieri, donde el trovador Arnaut Daniel responde al narrador:

Tan m'abellis vostre cortes deman,

qu'ieu no me puesc ni voill a vos cobrire.

Ieu sui Arnaut, que plor e vau cantan;

consiros vei la passada folor,

e vei jausen lo joi qu'esper, denan.

Ara vos prec, per aquella valor

que vos guida al som de l'escalina,

sovenha vos a temps de ma dolor!
Tanto me place vuestra cortés pregunta

que ni puedo ni quiero de vos esconderme.

Yo soy Arnaut, que lloro y voy cantando.

Pensativo veo el pasado desvarío

y veo gozoso la alegría que ante mí espero.

Ahora os ruego, por el mismo valor

que os guía a la cima de la escalinata,

que os acordéis en buena hora de mi dolor.

En el occitano actual se emplean dos ortografías enfrentadas:
- La «provenzal» o «mistralense», introducida por Mistral y los demás poetas félibriges (Théodore Aubanel y Joseph Roumanille), en la que se emplean las convenciones gráficas del francés para expresar los sonidos del dialecto provenzal.
- La de Loïs Alibèrt, conocida como norma clásica, que moderniza la ortografía clásica de los trovadores, que se adapta a todas las diferencias de pronunciación de los diversos dialectos.

## Descripción lingüística

### Clasificación
Ethnologue clasifica esta lengua como:
Indoeuropeo > Itálico > Romance > Italo-occidental > Grupo Galo-Ibérico > Grupo Galo-Romance
El carácter galorromance del occitano ha sido puesto en duda, ya que sus mayores afinidades se dan con el catalán y luego con el italiano, aunque ninguno de estos dos idiomas es galorromance. Algunos autores postulan la existencia de un grupo occitano-romance que incluye el catalán y el occitano, sin definir si este grupo estaría más cercano al galorromance o al iberorromance, por lo que esta otra clasificación admitiría los siguientes grupos filogenéticos:
Indoeuropeo > Itálico > Romance > Italo-occidental > Occitanorromance
En cuanto a la clasificación interna de las variantes de occitano, es común dividir los dialectos occitanos en tres grandes grupos:
- Dialectos occidentales o idioma gascón (que incluye el aranés,el catalán, el bigorrés y el bearnés)
- Dialectos septentrionales (que incluirían al limosín, al auvernés y al vivaroalpino)
- Dialectos orientales (que incluiría al languedociano, al provenzal y al ruergat)

### Fonología
El inventario fonológico de consonantes está dado por:
| RASGOS                   |               |               |               |               |               |
| RASGOS                   | [+consonante] | [+consonante] | [+consonante] | [+consonante] | [+consonante] |
| RASGOS                   | [-dorsal]     | [-dorsal]     | [+dorsal]     | [+dorsal]     | [+dorsal]     |
| RASGOS                   | [+lab][-cor]  | [-lab][+cor]  | [+pal][-vel]  | [-pal][+vel]  | [-pal][-vel]  |
| ------------------------ | ------------- | ------------- | ------------- | ------------- | ------------- |
| [-son][-cont]            | p, b          | t, d          |               | k, g          |               |
| [-son]                   |               | ʦ             | ʧ, ʤ          |               |               |
| [-son][+cont]            | f, (v)        | s, z          | (ʒ)           |               | (h)           |
| [+son][+nas]             | m             | n             | ɲ             |               |               |
| [+son][-nas][+lat]       |               | l             | ʎ             |               |               |
| [+son][-nas][-lat]       | (ɥ)           |               | j             | (w)           |               |
| [+son][-nas][-lat][+rot] |               | ɾ, r          |               |               | (ʀ)           |
Los fonemas entre paréntesis solo aparecen en algunas variantes regionales. El inventario de vocales viene dado por:
|          | anterior | anterior | central | central | posterior | posterior |
| +red     | -red     | +red     | -red    | +red    | -red      |           |
| -------- | -------- | -------- | ------- | ------- | --------- | --------- |
| cerradas | i        | y        |         |         | u         | u         |
| medias   | e        | e        |         |         |           |           |
| abiertas | ɛ        | (œ)      | a       | a       | ɔ         | ɔ         |
El sistema anterior sufre importantes reducciones en posición átona, aunque esta reducción es diferente si la reducción se da en posición tónica o pretónica. El siguiente cuadro indica los sistemas reducidos:
| Pretónico | i | y | e | e | a | u | u |
| Tónico    | i | y | e | ɛ | a | ɔ | u |
| Postónico | i | i | e | e | o | u | u |
El siguiente cuadro muestra algunas de las alternacias dialectales encontradas entre variedades:
| Latín     | Occitano (ortografía) | Gascón   | Langue- dociano | Provenzal |
| --------- | --------------------- | -------- | --------------- | --------- |
| BALNEUM   | banh (baño)           | /baɲ/    | /ban/           | /baŋ/     |
| FŪMU(M)   | fum (humo)            | /hym/    | /fyn/           | [fyŋ]     |
| FA(CIU)NT | fan (hacen)           | /hεn/    | /fan/           | [faŋ]     |
| DĔNTE(M)  | dent (diente)         | /den(t)/ | /den/           | [dεŋ]     |
| HĂBĒM(US) | avèm (tenemos)        | /aˈwɛm/  | /aˈbɛn/         | [aˈvɛŋ]   |
| VĪNU(M)   | vin (vino)            | /biŋ/    | /bi/            | [viŋ]     |
| ANNU(M)   | an (año)              | /an/     | /an/            | [aŋ]      |
| CAMPU(M)  | camp (campo)          | /kam(p)/ | /kan/           | [kaŋ]     |
| LŎNGU(M)  | long (largo)          | /luŋ(g)/ | /lun/           | [lyŋ]     |
| LUNA(M)   | luna (luna)           | /ˈlyo/   | /ˈlyno/         | [lyno]    |
Acento
Excepto en las variedades de Niza e Italia, donde aparecen algunas palabras proparoxítonas o esdrújulas (mànega 'manga', diménegue 'domingo', 'parla-li 'háblale), en occitano las palabras regularmente son paroxítonas (llanas), por lo que en esta lengua aparecen acentos desplazados respecto a las formas latinas, compárense los siguientes pares de palabras occitanas y catalanas:
| occitano | catalán  | español   |
| -------- | -------- | --------- |
| lagrema  | llàgrima | lágrima   |
| presegue | préssec  | melocotón |
| silaba   | síl·laba | sílaba    |
| classica | clàssica | clásica   |
| credula  | crèdula  | crédula   |

como se aprecia en las primeras, siempre existe cambio de posición de acento, mientras que en las formas catalanas el acento se mantiene en la posición original. Por otra parte, las palabras acabadas en consonante suelen ser agudas (excepto cuando la consonante es un morfema inflexional, como en joves 'jóvenes', díson 'dicen', cantàvam 'cantábamos').

### Ortografía
- La "o"/"ó" se pronuncia siempre como la [u], excepto cuando tiene acento grave "ò":[ɔ]
- Cuando una palabra finaliza en -a o lleva acento agudo "á", entonces se pronuncia [o]/[ɔ] (plaça: /ˈplasɔ/); en cambio, cuando lleva acento grave "-à", suena [a].
- El occitano, en especial el dialecto languedociano, evita la pronunciación de dos consonantes seguidas. Para esto no se pronuncia la primera mientras se refuerza la segunda (abdicar se pronuncia [addiˈka]; la "cc" se pronuncia [ts] en languedociano, de modo que occitan se pronuncia [utsiˈta]).
- En occitano la sílaba tónica de las palabras tiende a ser la última; existen, por tanto, muy pocas llanas (algunas acabadas en -ia, como -"enciclopédia", "istòria" u "Occitània").
- Se conserva la n final de las palabras agudas; sin embargo, es muda en casi todos los dialectos salvo el provenzal y el gascón (aranés incluido).
- Los dígrafos lh y nh corresponden a las grafías castellanas ll y ñ; fueron adoptados desde la Edad Media por las normas portuguesas y luego en la grafía románica del idioma vietnamita. El dígrafo sh corresponde al mismo sonido en inglés.

La pronunciación clásica occitana se realiza según reglas de lectura constantes y regulares teniendo pocas excepciones. A continuación se da un breve resumen de la pronunciación del occitano languedociano, considerado la base del occitano estándar. Junto a las letras, el occitano posee diacríticos que modifican la pronunciación de ciertas letras o sencillamente indican la tonicidad de la palabra sin cambiar notoriamente la pronunciación de las letras en la palabra, como ocurre con el acento agudo (´), el acento grave (`) y la diéresis (¨). Los signos especiales de los fonemas corresponden al alfabeto fonético internacional.
Vocales
- a:
  - -a-, a- y à se pronuncia [a].
  - -a y á final se pronuncia [ɔ] al igual que en -as, siendo en -an átona.
- e:
  - e o é se pronuncia [e].
  - è se pronuncia [ɛ].
- i o í se pronuncia [i] o [y].
- o
  - o u ó se pronuncia [u] o [w].
  - ò se pronuncia [ɔ].
- u se pronuncia [y] (o [ɥ] en posición semivocálica); cuando forma diptongo, sin embargo, suena [w].

Consonantes
- b: [b]/[β]
- c: [k] o [s] delante de "e" o "i". Cuando es doble cc suena [ts].
- ch: [tʃ]
- ç: [s]
- d: [d]/[ð]
- f: [f]
- g: [g]/[ɣ] delante de "a", "o", "u", mientras que suena [dʒ] delante de "e" o "i". Cuando es final, se pronuncia [k] y en ciertas palabras [tʃ]. El dígrafo gu delante de "e" o de "i" es como en castellano: [g]/[ɣ].
- h: como en castellano, es muda.
- j: [dʒ] (semejante a la j inglesa)
- k: [k]
- l: [l]. Cuando es doble ll, se pronuncia geminada [lː].
- lh: [ʎ] (como la ll castellana), aunque al final de palabra suena solo como [l].
- m: [m], a final de palabra suena [n]. Cuando es doble (mm) suena como en castellano: [mm].
- n: Suena [n], aunque es muda al final de palabra, y suena [m] delante de "p", "b" y "m". [ŋ] delante de c/qu y g/gu. [ɱ] delante de "f". Los grupos nd y nt suenan [n].
- nh: [ɲ], como la ñ castellana. En posición final [n].
- p: [p]
- qu: [k] delante de "e" o "i". [kw] en los demás casos.
- r: [r] y [ɾ]. En posición final es muda en la mayoría de las palabras. Los grupos rn y rm suenan [ɾ].
- s: [s]. [z] entre vocales. ss suena [s].
- t: [t]. tg/tj suena [tʃ]. tz suena [ts]. Delante de l, m y n sirve para geminarlas.
- v: [b]/[β]
- w: [w], [b]/[β]
- x: [ts]. En posición implosiva, suena solo [s].
- y: [i]/[j]
- z: [z], [s] en posición final.

### Gramática
En occitano como en el resto de lenguas romances cada nombre o adjetivo tiene un género inherente, que puede estar o no señalado por una marca típica de género. Las marcas de género más frecuentes son -e (masculino) y -a (femenino), aunque en los masculinos es frecuente la ausencia de marca (morfo cero). En occitano ha tenido lugar una gran regularización introduciendo -a en adjetivos latinos de dos terminaciones (que en las demás lenguas romances suelen tener la misma forma para masculino y femenino):
| GLOSA    | Masculino | Femenino |
| -------- | --------- | -------- |
| vendedor | vendeire  | vendeira |
| grande   | grand     | granda   |
| mortal   | mortal    | mortala  |
| alegre   | alègre    | alègra   |
| rojo/a   | roge      | roja     |
| cómodo/a | comòde    | comòda   |
Los pronombres personales guardan una gran similitud con los que se encuentran en catalán:
| Persona/ número | No-posesivo   | No-posesivo  | No-posesivo  | Posesivo | Posesivo |
| Persona/ número | Tónico        | Átono (dir.) | Átono (ind.) | Tónico   | Átono    |
| --------------- | ------------- | ------------ | ------------ | -------- | -------- |
| 1.ª sin.        | ieu           | me           | me           | mieu     | mon      |
| 2.ª sin.        | tu            | te           | te           | tieu     | ton      |
| 3.ª sin. masc.  | el            | lo           | li           | sieu     | son      |
| 3.ª sin. fem.   | ela           | la           | li           | sieu     | son      |
| 3.ª sin. neu.   | ço            | o            | i            | sieu     | son      |
| 1.ª pl.         | nosautres/-as | nos          | nos          | nòstre   | nòst(r)e |
| 2.ª pl.         | vosautres/-as | vos          | vos          | vòstre   | vòst(r)e |
| 3.ª pl. masc.   | el(i)s        | los          | lor          | sieu~lor | son~lor  |
| 3.ª pl. fem.    | elas          | las          | lor          | sieu~lor | son~lor  |

### Comparación léxica con lenguas geográficamente cercanas
Tabla comparando términos. Nótese que no solo se incluyen palabras derivadas del latín, sino también de otras fuentes, como el término procedente del germánico «jabón».
| Latín vulgar      | Español | Franco-Provenzal | Francés   | Catalán        | Occitano            | Asturiano / Leonés | Aragonés    | Portugués | Gallego | Piemontés      | Italiano  | Rumano   |
| ----------------- | ------- | ---------------- | --------- | -------------- | ------------------- | ------------------ | ----------- | --------- | ------- | -------------- | --------- | -------- |
| ārbore            | árbol   | âbro             | arbre     | arbre          | arbre               | árbol              | árbol       | árvore    | árbore  | erbo           | albero    | arbore   |
| clave             | llave   | cllâf            | clef /clé | clau           | clau                | chave/llave        | clau        | chave     | chave   | ciav           | chiave    | cheie    |
| cantare           | cantar  | chantar          | chanter   | cantar         | cantar/chantar      | cantar/canciar     | cantar      | cantar    | cantar  | canté          | cantare   | cânta    |
| capra             | cabra   | chiévra          | chèvre    | cabra          | cabra/craba/chabra  | cabra              | craba/crapa | cabra     | cabra   | crava          | capra     | capră    |
| filium            | hijo    | fily/fely        | fils      | fill           | filh                | fiu                | fillo       | filho     | fillo   | fieul          | figlio    | fiu      |
| lingua            | lengua  | lengoua          | langue    | llengua/llenga | lenga / lengua      | llingua            | luenga      | língua    | lingua  | lenga          | lingua    | limbă    |
| nocte             | noche   | nuet             | nuit      | nit            | nuèit / nuèch / net | nueite/nueche      | nueit       | noite     | noite   | neuit/neucc    | notte     | noapte   |
| sapone            | jabón   | savon            | savon     | sabó           | sabon               | xabón              | sabón       | sabão     | xabón   | savon/saon     | sapone    | săpun    |
| sudore            | sudar   | siuar            | suer      | suar           | susar               | sudar              | sudar       | suar      | suar    | sué/strassué   | sudare    | sudoare  |
| vita              | vida    | via              | vie       | vida           | vida                | vida               | vida        | vida      | vida    | via            | vita      | viață    |
| pendere           | pagar   | payér            | payer     | pagar          | pagar               | pagar              | pagar       | pagar     | pagar   | paghé          | pagare    | plăti    |
| platea            | plaza   | pllace           | place     | plaça          | plaça / plan        | praza/plaza        | plaça       | praça     | praza   | piassa         | piazza    | plaza    |
| ecclesia          | iglesia | égllése          | église    | església       | glèisa              | ilesia             | ilesia      | igreja    | igrexa  | gesia/cesa     | chiesa    | biserică |
| caseu (formaticu) | queso   | tôma / fromâjo   | fromage   | formatge       | formatge / hormatge | queisu/quesu       | queso       | queijo    | queixo  | formagg/formaj | formaggio | brânză   |

### Comparación gramatical
Esta sección presenta el mismo texto en diversas variantes de occitano; el texto es:
Un hombre no tenía más que dos hijos. El más joven le dijo al padre:/
'Es hora de que sea mi propio maestro y tener dinero;/
necesito poderme ir y ver mundo./
Divide tus bienes y dadme lo que me pertenece’./
'Oh hijo mio,' dijo el padre, 'como quieras, eres un/
mal chico y serás castigado'. Entonces abrió un cajón,/
[y] dividió sus bienes e hizo dos partes.
Occitano del Languedoc (referencial)
Un òme aviá pas que dos dròlles. Lo pus jove diguèt a son paire:
'Es ora per jeu de me governar sol e d’aver d’argent:
me cal poder partir é véser de païs.
Despartissètz lo vòstre ben e donatz-me çò que devi aver.’
'O mon filh,' diguèt lo paire, 'coma voldràs tu; siás un
marrit e seràs castigat.' Apuei dubriguèt una tireta,
despartiguèt lo sieu ben e ne faguèt doas parts.
Gascón
Un òme n'avèva pas que dus hilhs. Lo mès joent digoc a son pair:
'Qu'e temps que siái mon mèste e qu'àujai argent:
que cau que póiscai me’n anar e que véigai païs.
Partatjatz vòste ben e balhatz-me çò que divi aver.'
'Que òc, mon hilh,' digoc lo pair, 'coma volhes; qu’és un
maishant e que seràs punit.' La-vetz daureisoc un tiròer,
que partatgèc son ben e que'n hasgoc duas porcions.
Provenzal
Un òme aviá ren que dos fius. Lo pus joine diguèt a son paire:
'Ei temps que fugue mon mèstre e qu'ague de sòus;
fau que pòsque me'n anar e que vegue de païs.
Partatjatz vòste ben e donatz-me çò que duve aguer.'
'O mon fiu,' faguèt lo paire, 'come voudràs tu; siás un
marrit e saràs punit.' E puei durbiguèt un tirador,
partatgèt son ben e ne'n faguèt doas parts.
Lemosín meridional
Un òme aviá mas dos filhs. Lo pus jòune dissèt a son pair:
'Es temps qu'iou siá mon mèstre e qu'age de l'argent;
chau que puesche me'n anar e que vege del païs.
Partissètz vòstre ben e donatz-me çò que devi aver.'
'O mon filh,' dissèt lo pair, 'coma voudràs; sès un
maichent e siràs punit.' Puei drubiguèt una tireta,
partiguèt son ben e ne'n faguèt doàs parts.
Auvernés meridional
Un òme aviá mas dos garçons. Lo pus joine diguèt a son paire:
'Lo moment es vengut que siáie mon mèstre è que age d'argent;
chal que puesche me'n anar è que vege de païs.
Partatjatz voste ben e bailatz-me çò que duve avèdre.'
'O mon garçon,' diguèt lo paire, 'coma voudràs; siás un
maissant è saràs punit.' E pueissa badèt un tirador,
partagèt son ben e ne'n faguèt dos morsèls.

## Historia de la lengua occitana
El occitano es la lengua más central de las lenguas románicas. Una hipótesis sobre el nacimiento del occitano dice que fue una lengua vehicular entre toda la gente de las áreas vecinas[cita requerida]. En cualquier caso el occitano debe de haber sido influido por circunstancias únicas en cuanto a Europa como son:
- La estructura orográfica: el occitano es bloqueado en todas sus fronteras por barreras naturales: el mar Mediterráneo, el océano Atlántico, los Pirineos, el Macizo Central y los Alpes.
- Abundancia de zonas poco propensas a la agricultura, lo cual influyó decididamente en el no-establecimiento de colonias extranjeras en la antigüedad.
- La inmovilidad de los pueblos prehistóricos de la zona, lo cual generó un sustrato bastante homogéneo.
- Una menor celtización que las regiones vecinas.
- Una antigua y larga romanización.
- Una débil germanización.

### Cronología
[[Archivo:Cançó de Santa Fe.jpg|thumb|upright|Cançó de Santa Fe de Agen escrita hacia 1040-1060.]

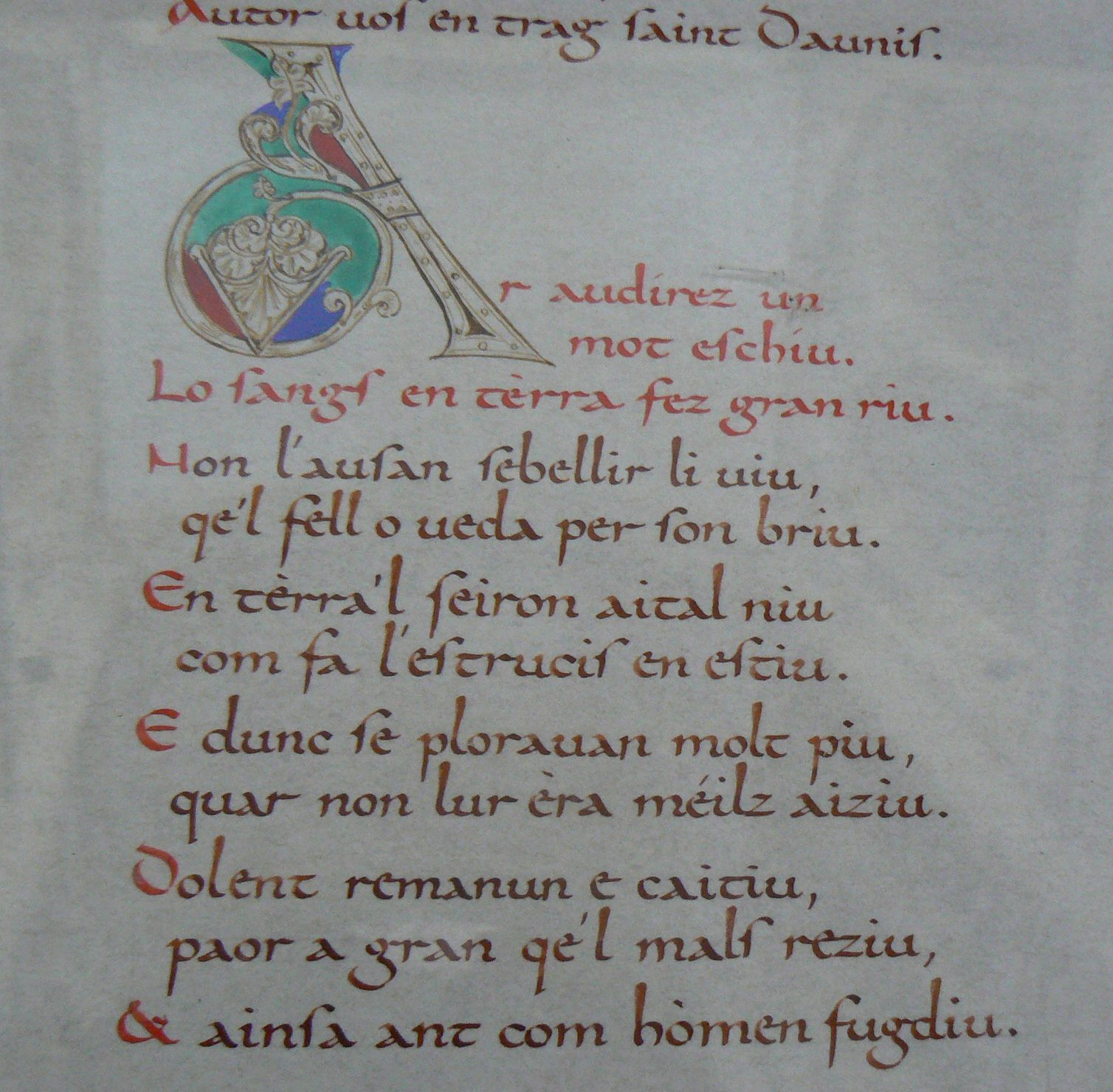
[//fr.wikipedia.org/wiki/Chanson_de_sainte_Foy_d%27Agen

- Desde siglo V al siglo XI: Aparición progresiva de términos, de frases, incluso de pasajes cortos en occitano en textos en latín (latín tardío o protorromance).[11]
- Hacia 880: Manuscrito que contiene un poema corto en latín de 15 versos con notación musical, en él hay un estribillo en occitano. Cantalausa lo describe en la Alba bilingüe como «la primera joya literaria de nuestra lengua».[11]
- siglo X-siglo XI: Primeros textos literarios en occitano "clásico": la Pasión de Clermont (hacia 950), el Poema sobre Boecio (hacia el año 1000), las poesías religiosas de San Marcial de Limoges (siglo XI, la Canción de Santa Fe de Agen (hacia 1040).[12]
- siglo XI al siglo XIII: Apogeo de la poesía lírica occitana.
- 1102: Documento de Ademar Ot, el fuero más antiguo utilizado exclusivamente en occitano como lengua de escritura según Clovis Brunel.[11]
- Entre 1110 y 1280 se registran unos 450 trovadores de idioma occitano.[13]
- 1229 y 1232: Jaime I de Aragón, originario del señorío de Montpellier, conquista las islas de Mallorca e Ibiza así como Valencia de los Musulmanes Almohades. El catalán, todavía no diferenciado del occitano medieval, remplaza la lengua árabe como lengua oficial.
- Desde el siglo XII al siglo XIV: Influencia importante de la literatura occitana (en koiné) y de los trovadores sobre el catalán.

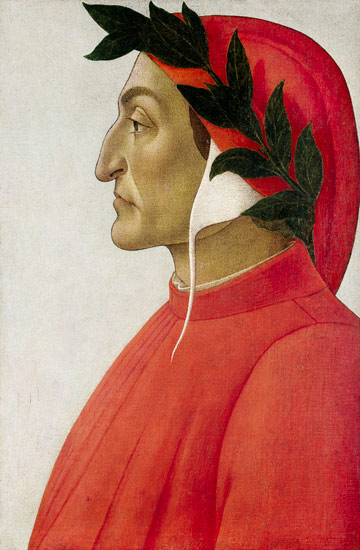
Dante Alighieri ha contribuido a la difusión del término «lengua de oc».

- 1240: Aparición del término «provenzal» que hace alusión al gran territorio romano denominado «Provincia Romana» que se extendía desde la Provenza al Languedoc.[14]
- 1271: Aparecen los primeros textos en latín que indican el término occitano: bajo formas occitanus y lingua occitana, emparentadas con el territorio denominado Occitania.[15]
- 1291: Aparecen los primeros textos que indican el término langue d'oc.[15]
- 1303-1305: Difusión del término de langue d'oc a partir del ensayo De vulgari eloquentia de Dante Alighieri.
- 1323: Fundación del Consistorio del Gay Saber o gaya ciencia y de los Juegos Florales en Toulouse.
- 1356: Promulgación en Toulouse de las Leys d'Amors dirigidas por el tolosano Guilhem Molinier (tratado de gramática y retórica occitanas).
- 1492: Primer libro impreso conocido en occitano. Publicación en Turín de Lo Compendion de l'Abaco, del nizardo Frances Pellos. Se trata de un tratado de matemáticas.
- 1539: Promulgación de la Ordenanza de Villers-Cotterêts; Francisco I de Francia impone que la justicia se promulgue «en lengua materna francesa y no otra», en oposición principalmente en el uso del latín.
- 1562: Obligación del uso escrito del italiano por los notarios del Condado de Niza.

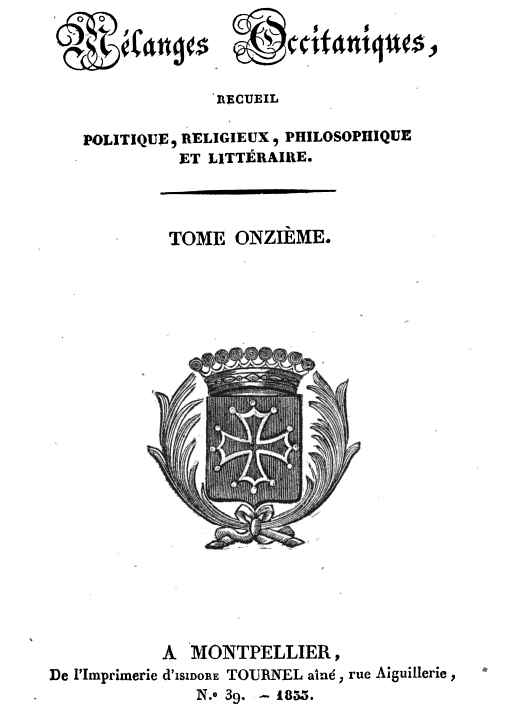
Revista real [//fr.wikipedia.org/wiki/M%C3%A9langes_occitaniques

- 1756: Aparición en Nîmes del Dictionnaire languedocien-français contenant un recueil des principales fautes que commettent, dans la diction & dans la prononciation françoiſes, les habitants des provinces méridionales, connues autrefois ſous la dénomination générale de la Langue-d’Oc, ouvrage où l’on donne avec l’explication de bien des termes de la langue romane, ou de l’ancien languedocien, celle de beaucoup de noms propres, autrefois noms communs de l’ancien langage del [de Sauvage] (1710-1795).
- 1790: Informe del abad Grégoire sobre los dialectos de Francia.
- 1791- 1794: Durante la época revolucionaria francesa, se estableció la primera ley política lingüística que va a imponer el francés en toda la nación francesa (y en todos los espíritus revolucionarios).
- 1802: Traducción en occitano de Anacréon por Louis Aubanel.
- 1804: Fabre d'Olivet (1765-1825), publica Le Troubadour, poésies occitaniques du XIIIe siècle
- 1819: Publicación del Parnasse occitanien y de un Essai d'un glossaire occitanien, pour servir à l'intelligence des poésies des troubadours, por Henri de Rochegude (1741-1834), antiguo oficial de marina y diputado en la Convención.
- 1842: Claude Fauriel (1172-1844) Histoire de la poésie provençale, cours fait à la faculté de lettres de Paris, 1847, La poésie provençale en Italie, 1842-1843,
- 1842: Histoire politique, religieuse et littéraire du Midi de la France por Jean-Bernard Mary-Lafon.

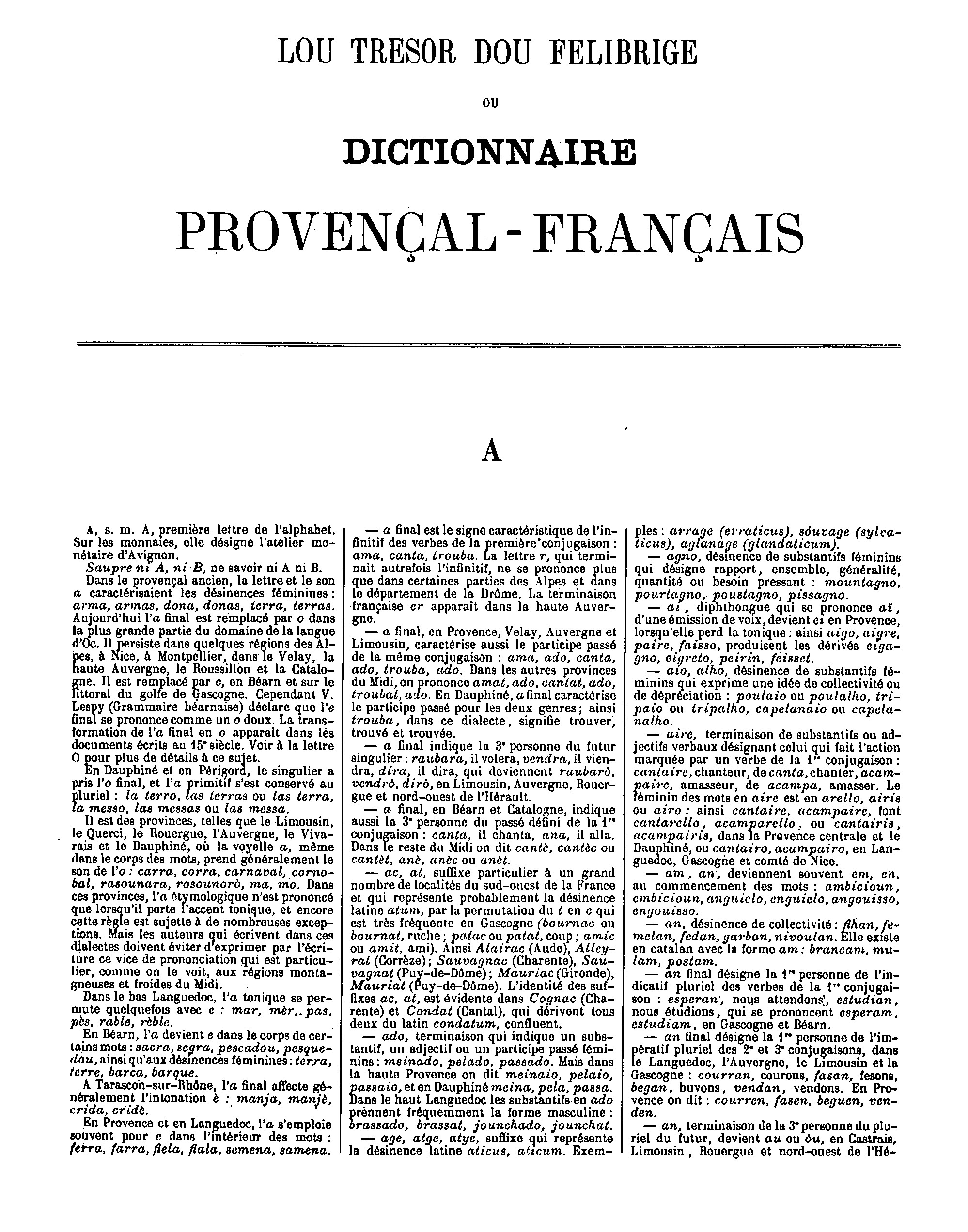
Lou Tresor dóu Felibrige

- 1840-1848: Publicación por fascículos del Dictionnaire provençal-français (de hecho pan-occitano) del docteur Honnorat (1783-1852).
- 1854: Fundación del Félibrige por siete primadiers, entre los cuales Frédéric Mistral, Théodore Aubanel y Joseph Roumanille.
- 1859: Publicación de poesías patoises por Antoine Bigot en Nîmes (fábulas imitadas de La Fontaine).
- 1859: Publicación de Mirèio (Mireille), poema de Frédéric Mistral.
- 1876: Charles de Tourtoulon publica su Étude sur la limite géographique de la langue d’oc et de la langue d’oïl (avec une carte) (1876), con Octavien Bringier
- 1879: Publicación del Dictionnaire patois-français du département de l'Aveyron del abad Aimé Vayssier
- 1885: Publicación de Lou Tresor dóu Felibrige, de Frédéric Mistral, diccionario provenzal-francés (de hecho pan-occitano: bajo el título indica expresamente que la obra «recoge los diversos dialectos de la lengua de oc moderna»).

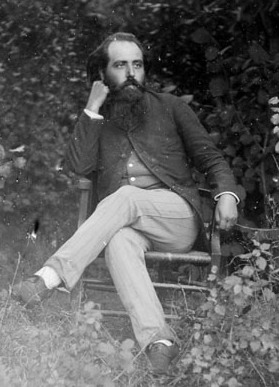
Prosper Estieu] es uno de los fundadores del Colegio de Occitania en Toulouse.

- 1895: J. Roux, de Limousin, publica una «Gramática limusina» en la que muestra una grafía próxima a la de los trovadores.
- 1904: A Frédéric Mistral le conceden el Premio Nobel de literatura.
- 1919: Fundación de Escòla occitana.
- 1927: Fundación del Colegio de Occitania por Estieu (1860-1939) y el Padre Salvat, en el Instituto católico de Toulouse.
- 1931: Cataluña consigue el estatuto de autonomía y protege la lengua occitana activamente.
- 1934: Los intelectuales catalanes proclaman oficialmente la separación del catalán y del occitano.
- 1935: Publicación de la Gramatica occitana segon los parlars lengadocians de Louis Alibert.
- 1941: El régimen de Vichy autoriza la enseñanza de lenguas «dialectales», tales como el bretón o el occitano, en las escuelas primarias. Las lenguas étnicas oficiales en otras regiones no son autorizadas: corso (dialectos italianos), alemán alsaciano (dialecto alemán), francés moselano y alsaciano (dialectos alemanes), flamenco.
- 1943: Primera cátedra de languedociano en Toulouse.
- 1945: Fundación del Institut d'Estudis Occitans (IEO), asociación cultural que tiene como principio el mantenimiento y el desarrollo de la lengua y de la cultura occitana por la dirección, armonización y normalización de todos los trabajos que conciernen la cultura occitana en su conjunto.

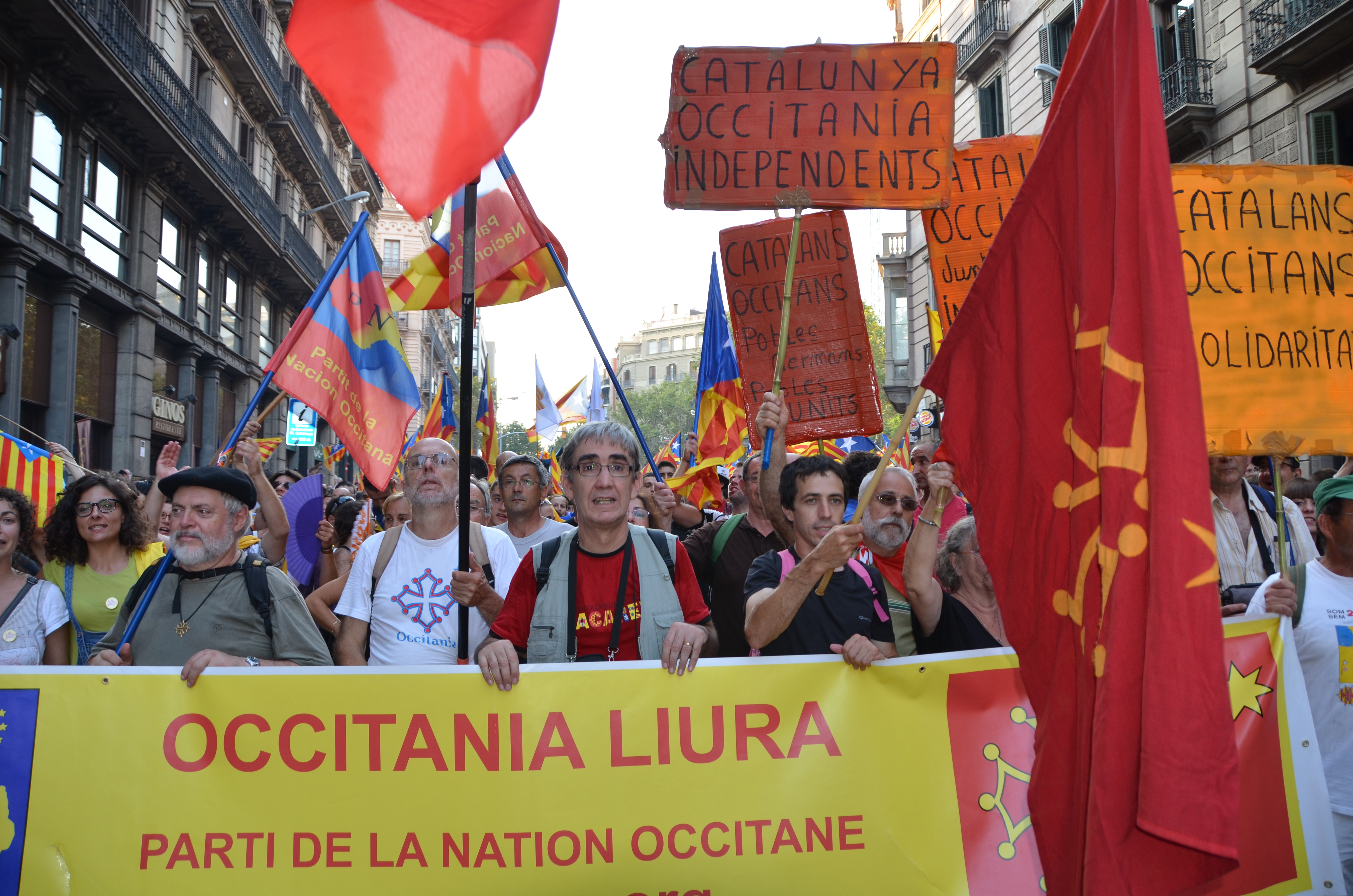
Manifestación del PNO

- 1951: La Ley Deixonne autoriza, a título facultativo, la enseñanza de ciertas lenguas regionales. Es el primer texto de ley que hace oficialmente referencia a la «lengua occitana» en France.[16] Esta ley, revocada el 22 de junio de 2000,[17] fue remplazada por el Code de l'éducation.
- 1959: Creación del Partido Nacionalista Occitano (PNO) por François Fontan. Es el primer partido político occitanista.
- 1972: Primera universidad occitana de verano.

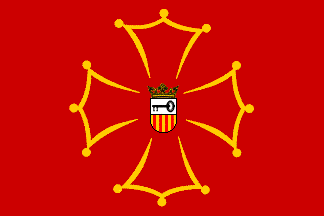
El occitano es una lengua oficial del Valle de Arán desde 1990.

- 1975: Ley Haby (Francia) que, en su artículo 12, afirma «la enseñanza de lenguas y de culturas regionales puede ser desarrollada a lo largo de la escolaridad».
- 1975: Ley Bas-Lauriol (Francia): el empleo de la lengua francesa es obligatoria (en detrimento de la lengua occitana) para las tareas relativas a los bienes y servicios: presentación, publicidad, modo de empleo o de utilización, extensión y condiciones de garantía, así como en las facturas y recibos. Las mismas reglas se aplican a todas las informaciones o presentaciones de programas de radiodifusión y de televisión (esta ley está hoy revocada).
- 1979: Creación de la primera escuela Calandreta en Pau.
- 1987: Fundación del Partit Occitan que es actualmente el partido occitanista que domina en Francia.
- 1990: El occitano aranés es oficial en el territorio del Valle de Arán, en Cataluña.[18]
- 1992: Creación del CAPES de occitano- lengua de oc (concurso de contratación) y primeros pagos de enseñanza de occitano (Francia).
- 1992: Disposición introducida en el artículo 2 de la Constitución francesa: «La lengua de la República es el francés».
- 1993: Proyecto de ley Tasca adoptada por el gobierno. No se presentó en el Parlamento debido al cambio de mayoría. Aunque la ley Toubon ha continuado con lo esencial.

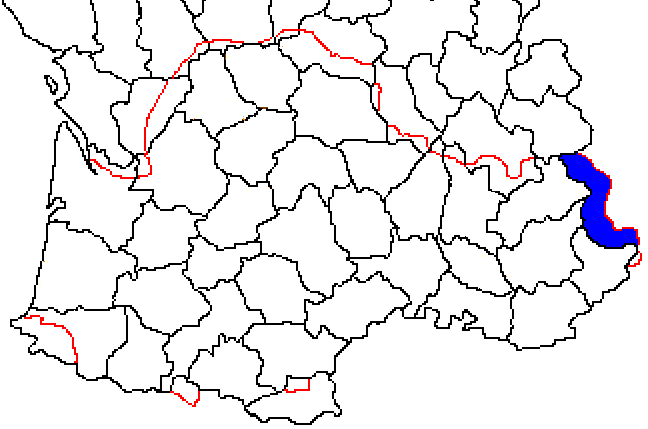
Mapa de los Valles Occitanos o Valadas Occitanas según la ley sobre las minorías lingüísticas en Italia de 1999 (ley italiana 482/99)

- 1994: Ley Toubon: la lengua francesa es la única lengua en Francia (en detrimento de las otras) de la enseñanza, del trabajo, de los intercambios y de los servicios públicos. Es preciso que esta ley no se oponga al uso de las lenguas regionales de Francia, pero esta disposición es desestimada y no constituye una protección real.
- 1999: El presidente del Félibrige y el presidente del IEO se ponen de acuerdo sobre el respeto mutuo de dos grafías «mistraliana» y «clásica».
- 1999: El occitano forma parte de las lenguas protegidas por la ley sobre las minorías lingüísticas en Italia.[19]
- 2001: Decreto n.º 345 del presidente de la República italiana del 2 de mayo de 2001. Es el reglamento de aplicación de la ley del 15 de diciembre de 1999, n.º 482, sustenta las leyes de protección de minorías lingüísticas históricas[20]
- 2002: La Oficina Europea de Lenguas Minoritarias (EBLUL) pide oficialmente a los organizadores de los Juegos Olímpicos de invierno en Turín en 2006 la utilización del occitano e incluso se declara lengua oficial de esos Juegos.
- 2003: La Delegación general de la lengua francesa y de las lenguas de Francia intenta coordinar los movimientos de oc con el fin de encontrar un interlocutor único sobre las cuestiones de organización lingüística.
- 2004: Reducción drástica del número de nuevos puestos de profesores de occitano en Francia.
- 2005: Publicación de una terminología común occitano/catalán sobre términos científicos o tecnológicos.
- 22 de octubre de 2005: Manifestación de más de 12 000 personas en Carcassonne para el reconocimiento de la lengua.
- 2006: El occitano tiene estatuto de lengua cooficial en los Juegos Olímpicos de Turín (inglés, francés, italiano y occitano).

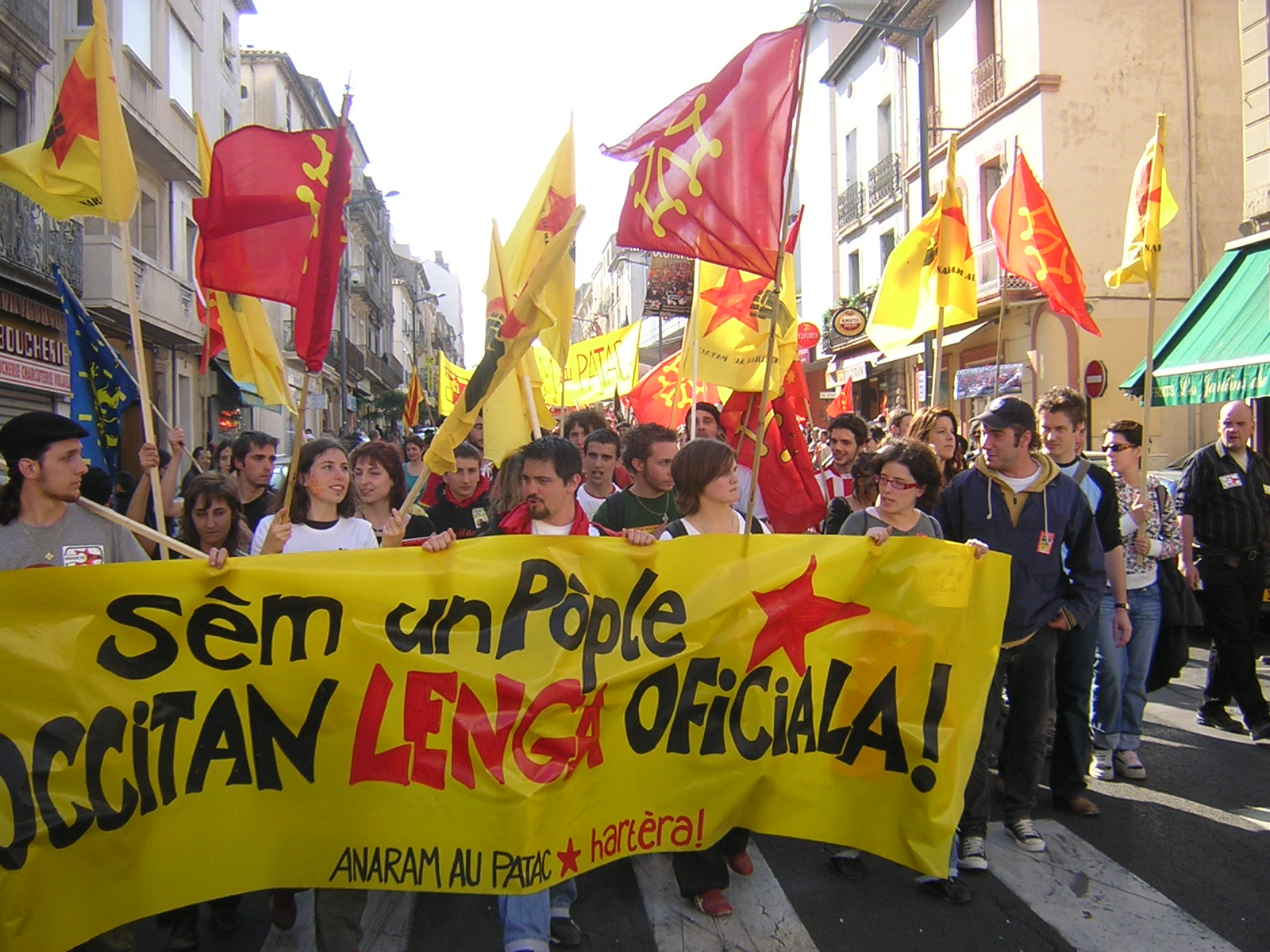
Manifestación en Béziers en 2007

- 18 de junio de 2006: El occitano se inscribe como lengua cooficial junto con el catalán y el español en el estatuto catalán en el territorio de Cataluña (España).[21]
- 17 de marzo de 2007: Manifestación de más de 20 000 personas en Béziers para el reconocimiento de la lengua y la cultura occitana.
- 10 de diciembre de 2007: el Consejo General de los Pirineos Orientales aprobó la «Carta en favor del catalán» que concierne también al occitano.[22]
- 20 de diciembre de 2007: el Consejo Regional de los Pirineos Meridionales adopta un Esquema Regional de Desarrollo del Occitano.[23]
- 23 de julio de 2008: introducción del Artículo 75-1 de la Constitución de la V República Francesa: «Las lenguas regionales pertenecen al patrimonio de Francia.»
- 9 de julio de 2009: el Consejo regional del Ródano-Alpes vota una deliberación Reconocer, valorizar, promover el occitano y el francoprovenzal, lenguas regionales de Ródano-Alpes[24]
- 22 de septiembre de 2010: el parlamento catalán adopta la ley sobre el aranés que hace concretamente al occitano una lengua oficial en toda Cataluña·.[25]
- 20 de mayo de 2011: decisión del consejo constitucional (Francia) sobre el artículo 75-1 que estipula que la ley constitucional francesa no crea ningún derecho en las lenguas regionales.[26]
- 22 de noviembre de 2012: Tratamiento de las reivindicaciones occitanas a nivel del parlamento europeo.[27]

### La Edad de Oro medieval (sigloX–XIII)
El occitano fue la lengua cultural de lo que es hoy en día el sur de Francia y de las regiones vecinas durante todo el periodo medieval, particularmente con los trovadores y trobairitz (del antiguo occitano trobar, «hacer versos»).
A partir del siglo XII, el desarrollo de la poesía de los trovadores se expande por toda Europa. Más de 2500 poemas y unas 250 melodías se han conservado. La poesía occitana está en el origen de la poesía lírica europea. En lengua de oil, los trovadores inspiraron a los troveros; en alemán inspirarán al Minnesang.
Los trovadores inventaron el amor cortés difundiendo la nueva idea de fidelidad a la dama más que al señor. Sus valores y la ideología del fin'amor, de la cortezia y de la conviviença se propagarán rápidamente por toda Europa. Así, crearon el estilo de vida refinado en las cortes señoriales. Esto es testigo del hecho de que la literatura en occitano fue más variada que la literatura escrita en otras lenguas romances al principio de la Edad Media, aunque muchas otras lenguas son conocidas de forma escrita más o menos en la misma época.

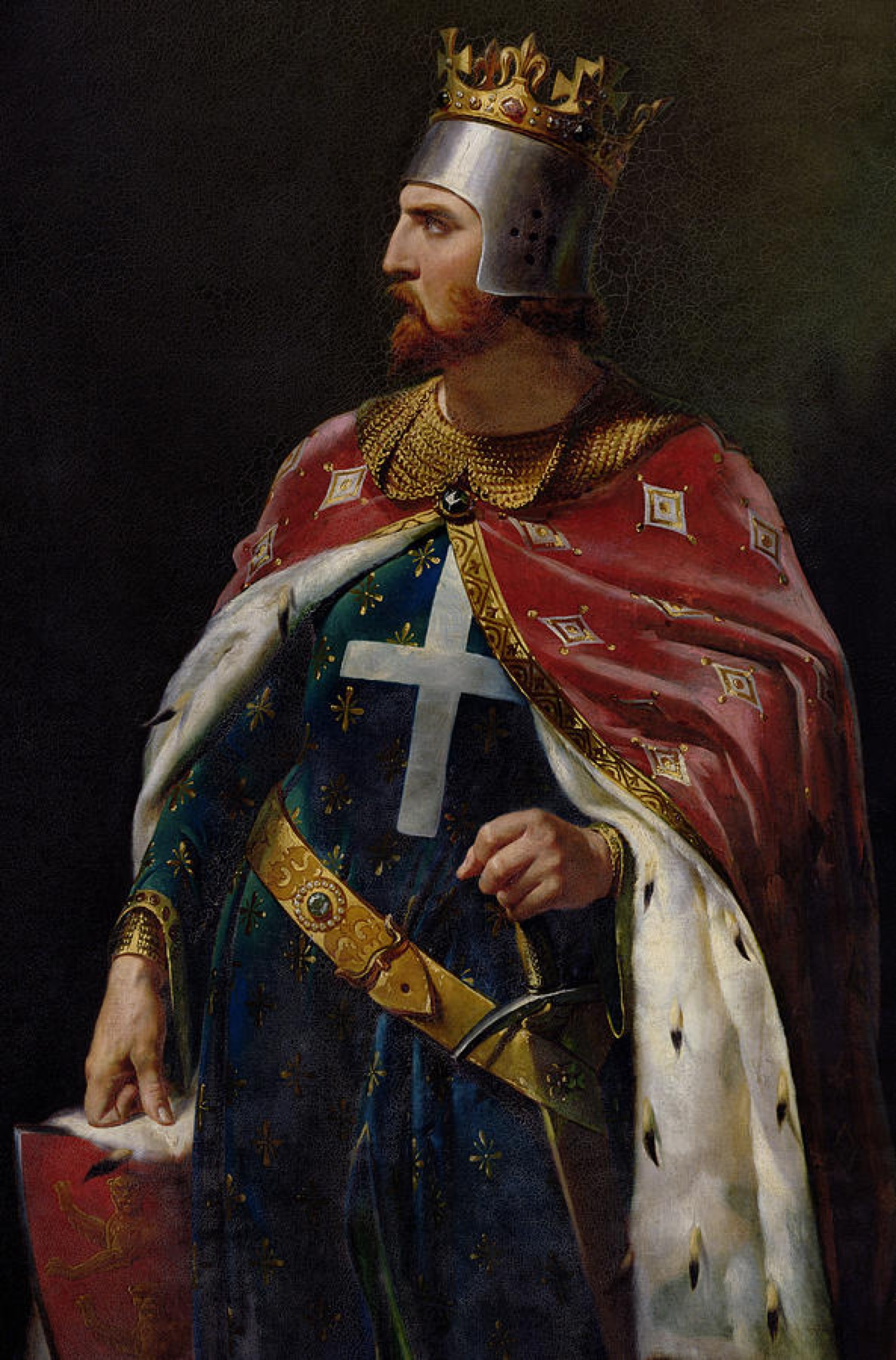
Ricardo I de Inglaterra: rey de Inglaterra, duque de Aquitania y conde de Poitiers fue también un poeta y escritor célebre en su época notablemente por sus composiciones en lengua de oc.

Es necesario anotar que más allá de la región de lengua de oc, el rey de Inglaterra Ricardo Corazón de León practicaba el occitano y era considerado como un trovador.
Finalmente, durante la Edad Media el occitano fue una de las primeras lenguas que se dotó de una academia (Academia de los Juegos Florales ), de una gramática (las Leys d'amors) y de un concurso literario (los Juegos Florales).
Algunas obras principales de literatura occitana medieval son: la Cantar de la Cruzada, poema en verso de la cruzada contra los albigenses y el Roman de Flamenca, poema cortés sobre el tema del deseo y los celos. Algunas crónicas en occitano han sido conservadas, su redacción se desarrolla del siglo XII a principios del siglo XIV: la crónica romance de Montpellier llamada Petit Thalamus (1088-1428), la Chronique du siège de Damiette (siglo XIII), la Chronique des comtes de Foix (siglo XV), la Histoire journalière (1498-1539) de Honorat de Valbelle.
- El alfabeto portugués fue creado sobre la base del alfabeto occitano:

No comprende más que 23 letras latinas: la K, la W y la Y no existen, salvo en las palabras de origen extranjero. Los digramas "nh" y "lh" también se utilizan.
- Dante y el occitano:

En la Edad Media, Dante, con su obra De vulgari eloquentia (1303-1305) permitió la difusión del término «lingua d’oc» (Lengua de oc). Oponía la apelación lengua de oc (el occitano) a la lengua de oil (el francés y sus dialectos) y a la lengua de si (el italiano, su lengua materna). Se basaba en la partícula debido a la siguiente afirmación: en la primera, «sí» se decía òc en antiguo occitano y en antiguo catalán, pero oïl en antiguo francés, y sí en los dialectos italianos. Los tres términos proceden del latín: hoc est (es esto) para el primero, illud est (es aquello) para el segundo y sic est (es así) para el tercero.
Uno de los pasajes más importantes en la literatura occidental es el canto 26, en el que el trovador Arnaut Daniel responde al narrador en occitano:

Tan m’abellis vostre cortés deman,
 qu’ieu no me puesc ni voill a vos cobrire.
 Ieu sui Arnaut, que plor e vau cantan;
 consiros vei la passada folor,
 e vei jausen lo joi qu’esper, denan.
 Ara vos prec, per aquella valor
 que vos guida al som de l’escalina,
 sovenha vos a temps de ma dolor.

### Primera diglosia: una relativa estabilidad

#### Bajo la monarquía
A pesar de que el francés (literatura de oïl) adquiere un cierto prestigio literario, en el siglo XIV y siglo XV, la literatura occitana entra en una fase de declive relativo y no tiene un papel determinante a nivel europeo. Esta situación no constituye más que una amenaza para la práctica del occitano. Y esto induce a una sustitución del occitano por el francés como lengua escrita.

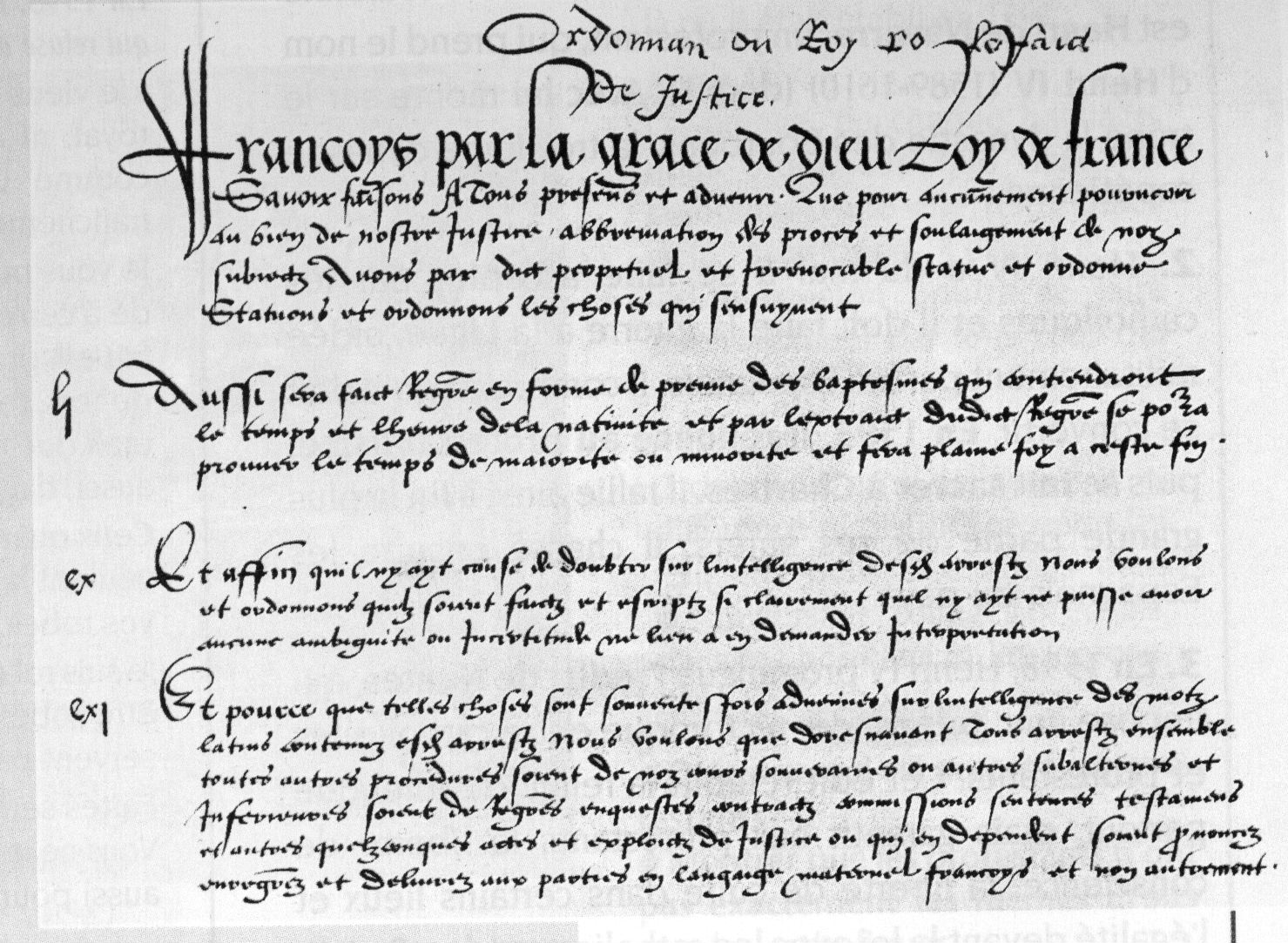
Copia del preámbulo y de artículos de la Ordenanza de Villers-Cotterêts, puesta en vigor en Francia desde 1539

El retroceso del occitano como lengua administrativa y literaria dura desde finales del siglo XIV hasta el XIX, el occitano no cesa de perder su estatuto de lengua erudita. En las cortes del siglo XVI, la escritura anteriormente en uso cae en el olvido (lo que se acentuó con la Ordenanza de Villers-Cotterêts que impuso el uso administrativo del francés). Pierre Bec precisa que en 1500 todavía la pronunciación y la escritura se correspondían pero que en 1550 se produce la separación. En 1562, el duque de Saboya manda la orden a los notarios del Condado de Niza redactar a partir de ese momento sus actas en italiano. A partir de esto, proliferan las escrituras de patois que toman como referencia las lenguas oficiales.
La lengua del rey de Francia terminará por imponerse en todo el país de forma oral (antiguas provincias occitanofonas como Poitou, Saintonge, Aunis, Angoumois, Marche y Baja Auvernia, así como una parte de Rhône-Alpes). Los primeros textos aparecen desde finales del siglo XIV en el norte de la Auvernia. Por otro lado, el francés se impondrá solamente en los escritos administrativos y jurídicos (en las regiones occitanófonas). En el transcurso del siglo XVI el francés sustituye masiva y definitivamente al occitano como lengua escrita oficial.

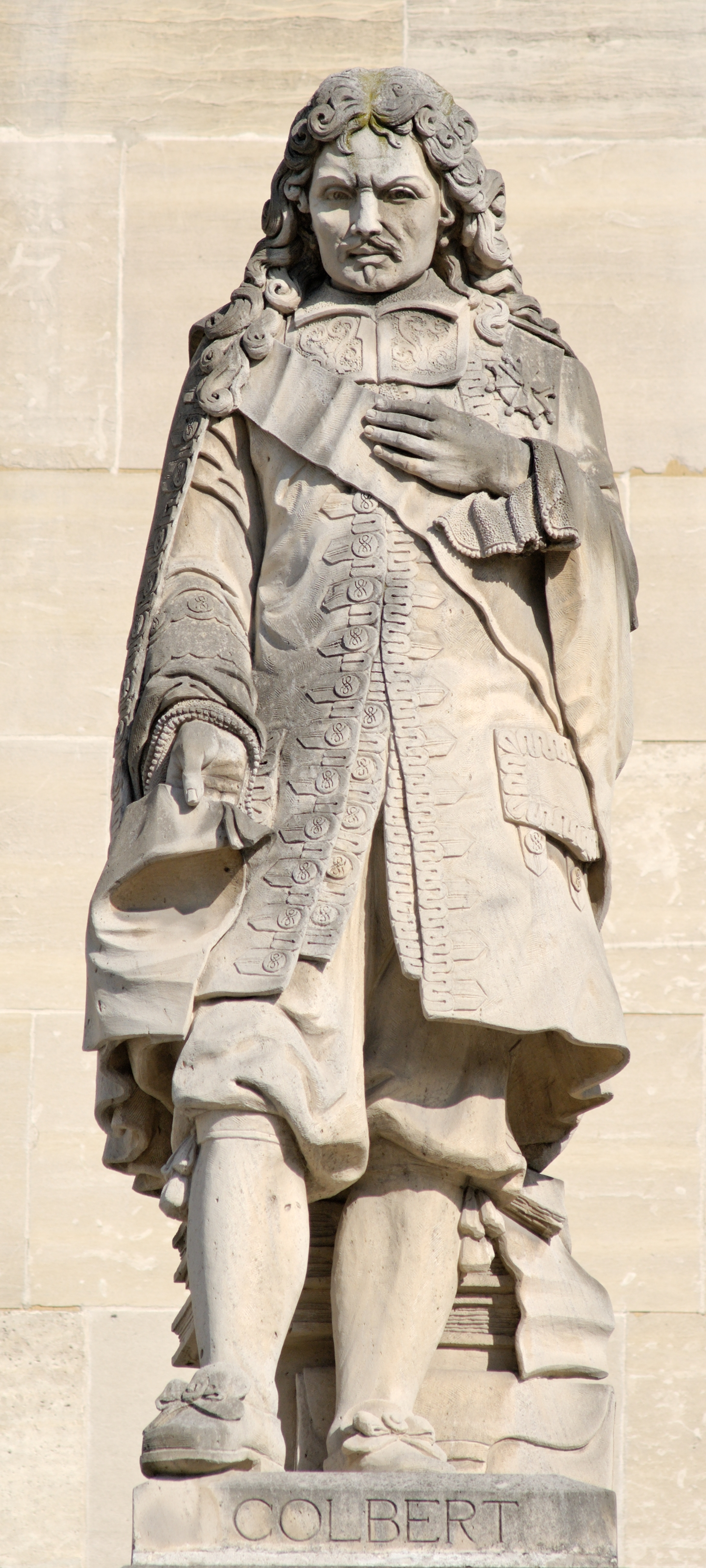
Estatua de Colbert en el palacio del Louvre

Los textos más tardíos son redactados desde 1620 en el Rouergue y la Provenza oriental. En Aveyron, el registro parroquial de Rieupeyroux es redactado en occitano hasta 1644. El Béarn constituye una excepción, es en occitano-bearnés en lo que estaba redactado la legislación (les Fors). El occitano conserva su empleo en lengua administrativa (en convivencia con el empleo creciente del francés) para las diversas actas legales hasta la revolución francesa de 1789, incluso hacia 1815 por ciertos notarios.
Sobre el plano literario, el occitano continuó siendo empleado; en el Renacimiento por el gascón Pèir de Garròs, en Provenza por Loís Bellaud de la Bellaudièra; en el siglo XVII con la poesía de Pierre Goudouli, en el teatro con Francés de Corteta; a finales del siglo XVIII con el abad Joan Baptista Fabre e igualmente en la ópera gracias al compositor Jean-Joseph de Mondonville.

### Segunda diglosia: la sustitución lingüística

#### Durante de la Revolución
La Revolución francesa confirmará esta tendencia en la época de los jacobinos para favorecer la unidad nacional en la que impusieron el francés como única lengua oficial, lo cual no hará que la lengua de oc se deje de utilizar en el ámbito oral, incluso será utilizada por los revolucionarios para propagar más eficazmente sus ideas.

#### Imperio francés y restauración
La lengua, a pesar de sus producciones literarias escritas entre el siglo XVI y el siglo XIX, no sobrevive más que en los usos populares raramente escritos hasta la renovación del Félibrige.
Los medios de comunicación occitanos mismos se hacen ardientes adversarios del occitano:

Ce malheureux baragouin (Nota: l’occitan) qu’il est temps de proscrire. Nous sommes Français, parlons français.
un lector de L’Écho du Vaucluse, 1828

Le patois porte la superstition et le séparatisme, les Français doivent parler la langue de la liberté.
La Gazette du Midi, 1833

Détruisez, si vous pouvez, les ignobles patois des Limousins, des Périgourdins et des Auvergnats, forcez les par tous les moyens possibles à l’unité de la langue française comme à l’uniformité des poids et mesures, nous vous approuverons de grand cœur, vous rendrez service à ses populations barbares et au reste de la France qui n’a jamais pu les comprendre.
Le Messager, 24 septembre 1840

#### Bajo la República: la escuela, la administración y la armada

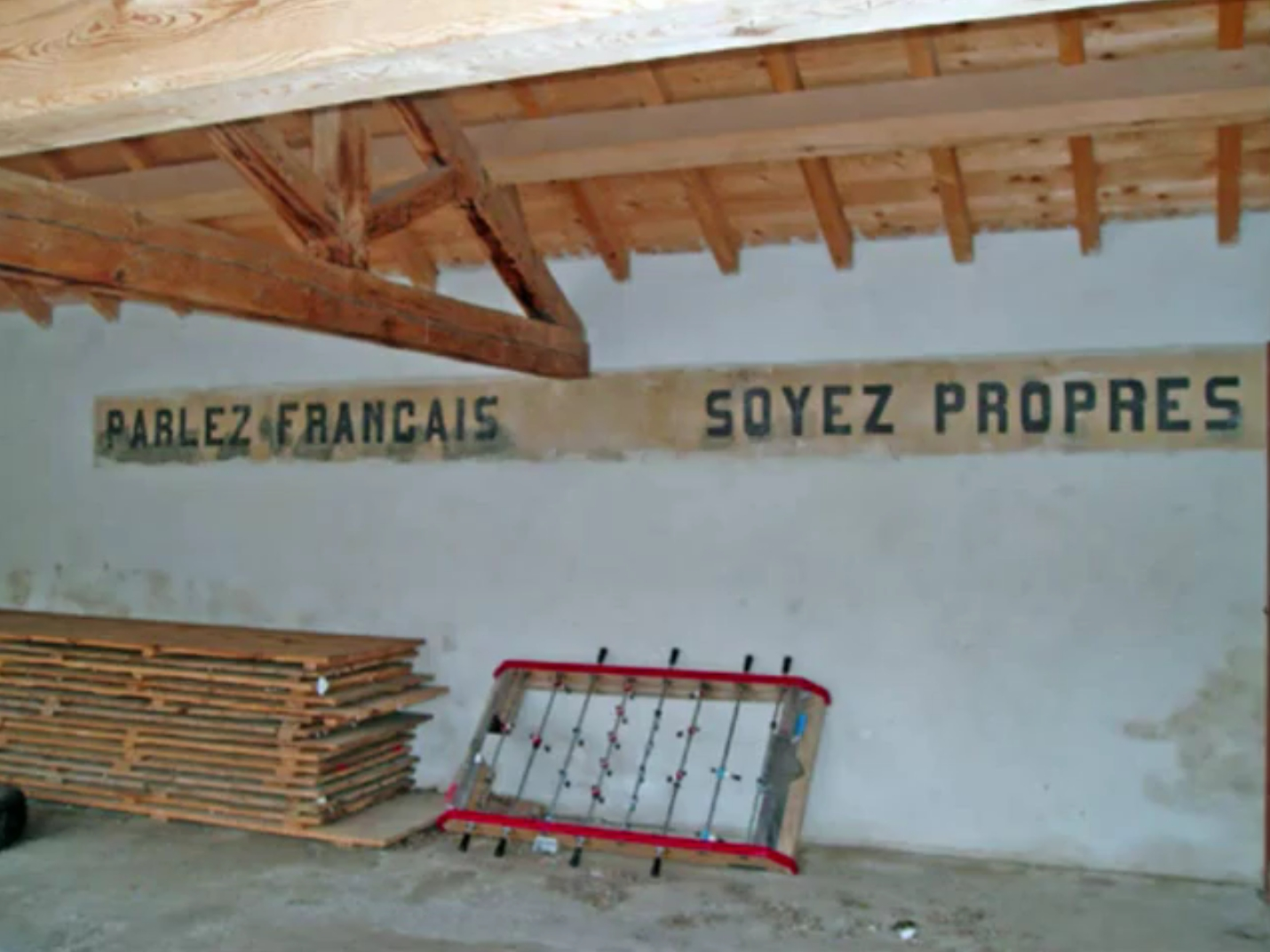
«Parlez français, soyez propres»: Cartel sobre el muro de una escuela del sur de Francia

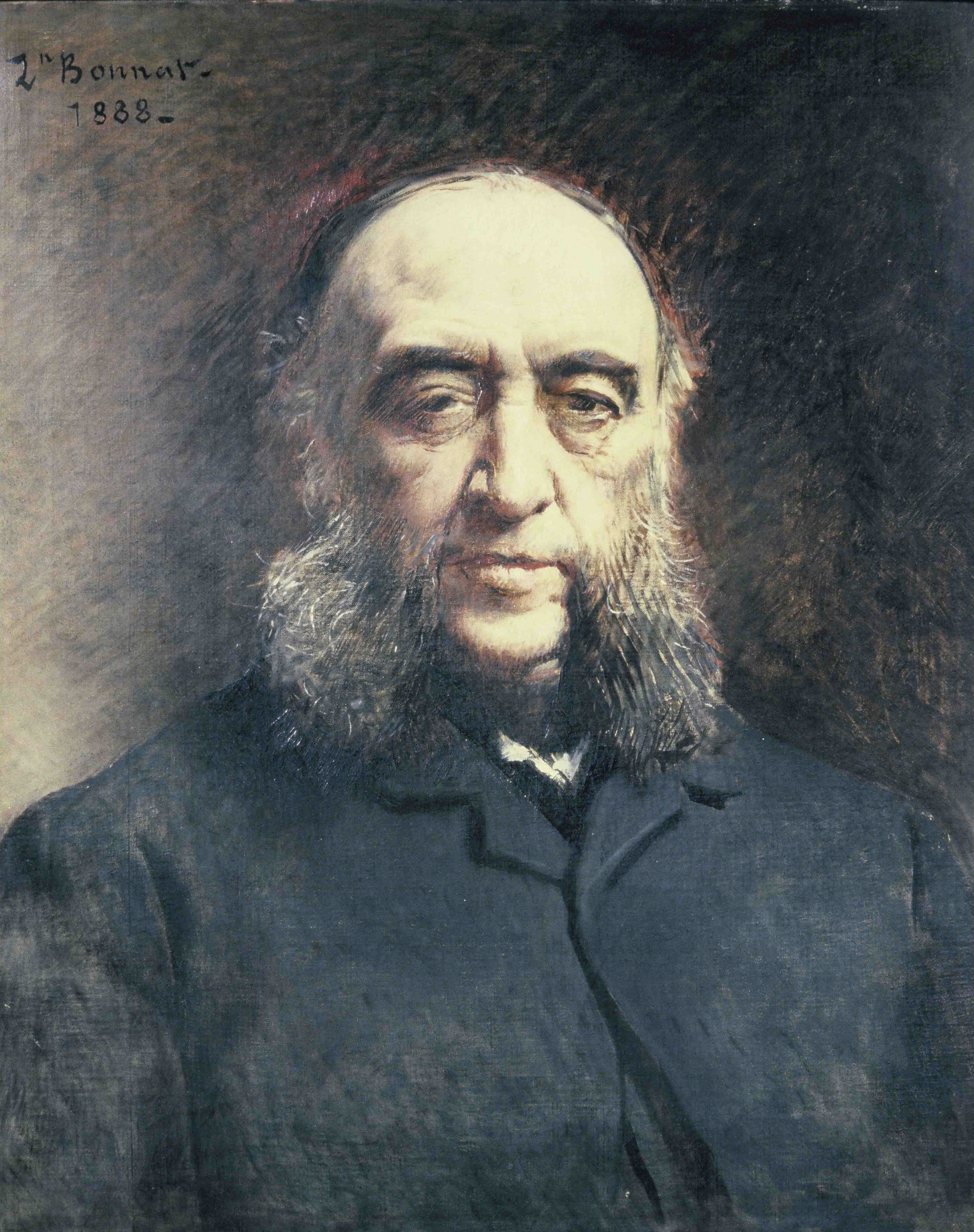
Jules Ferry está en el origen de las [//fr.wikipedia.org/wiki/Lois_Jules_Ferry

El occitano será, para una gran mayoría, la única lengua hablada por el pueblo hasta principios del siglo XX. En esta época, la escuela (antes, durante y después de la Tercera República Francesa) juega un gran papel de desaparición para el uso oral de la lengua occitana. A pesar la escuela llega a ser gratuita y obligatoria para todos, después de las Leyes escolares de Jules Ferry, continúa causando un retraso importante a la lengua occitana debido a la vuelta de una política de denigración y de culpabilidad de hablantes de otras lenguas además del francés. La represión del uso de la lengua en el seno de la escuela es muy importante y consiste principalmente en humillar a los patoisants en lugar de dar una seña distintiva. El término patois es por otra parte tan discutible como peyorativo. Esto tiene como objetivo hacer olvidar que el occitano es una verdadera lengua y de hacer creer que el uso del patois era oscuro.
Paradójicamente, durante el mismo período, la literatura occitana se ve recompensada en el extranjero por el premio Nobel otorgado al escritor provenzal y fundador del Félibrige Frédéric Mistral.

#### Cambios sociales y demográficos
Los cambios sociales de principios del siglo XIX y del siglo XX están también en el origen del desprecio de la lengua. Con la revolución industrial y la urbanización, no hablar más que occitano constituía un impedimento para acceder a los puestos importantes. Muchos padres tienen que elegir entonces a no hablar más que el francés con sus hijos. Sin embargo, para ellos mismos, el francés era la lengua de la escuela y de la administración, pero no era su lengua materna.
El occitano ha sido más que la lengua de aculturación de los emigrantes al territorio occitano, que ha contribuidoReferencia vacía (ayuda)..

#### Formas modernas de anti-occitanismo
Los adversarios del occitano todavía existen hoy en día, bajo diversas formas. Así, la miembro de la Academia Francesa Danièle Sallenave (asiento número 30) expresó en unas declaraciones a Le Monde en 1999: «Notre vision des « langues » et des « cultures » régionales, [...], baigne dans la niaise brume des bons sentiments écolo-folkloriques et se nourrit d’images d’un passé revisité… Ce ne peut être un objectif national» —Nuestra visión de "lenguas" y "culturas" regionales, sumergidas en tontas brumas de buenos sentimientos folclóricos que se alimentan de un pasado idealizado... No puede ser un objetivo nacional.—